# Eilif Peterssen

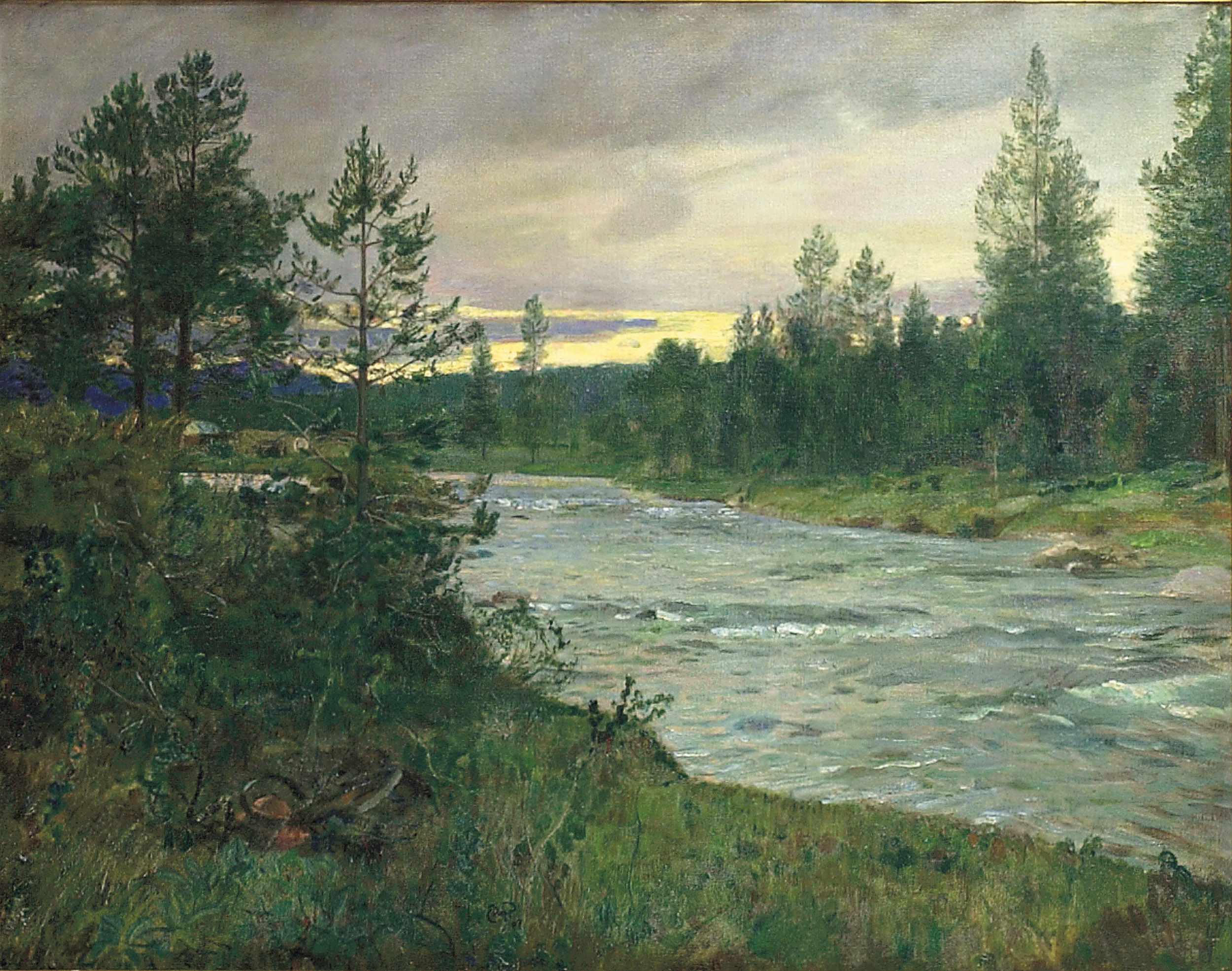
Från Sevilosen vid Savalen

Hjalmar Eilif Emmanuel Peterssen, född 4 september 1852 i Kristiania, Norge, död 29 december 1928 i Lysaker, Norge, var en norsk tecknare och målare.

## Biografi
Peterssen uppmärksammades redan som ung av Peter Christen Asbjørnsen och Hans Gude som hjälpte honom till en plats på Den kungliga akademins tecknarskola. 1869 fick han plats vid Eckersbergs målarskola i Christiania. 1870 studerade han en kort tid för Knud Bergslien. 1871 reste Peterssen till Kristiania där han studerade vid konstakademin för Jørgen Roed men överflyttade redan hösten samma år till Karlsruhe, där Hans Gude var professor. Genom kontakt med Carl Friedrich Lessing kom Peterssen att bestämma sig för att inrikta sig mot historiemåleriet. Hösten 1873 kom han in vid konstakademin i München, där han fick Wilhelm von Diez som lärare. Under denna tid tog han starkt intryck av tyska och holländska 1500- och 1600-talsmålare. 1874 utförde han sin första historiemålning,  Corfitz Ulfeldts död, 1876 Kristian II underskriver Thorbern Oxes dödsdom, där Peterssen för första gången framstår som en självständig konstnär. Målningen väckte stor uppmärksamhet och inköptes av Verbindung für historische Kunst i Stuttgart. Peterssen blev nu känd i stora delar av Tyskland, och lärde känna flera av landets mest betydelsefulla konstnärer.
Under ett flerårigt studieuppehåll i Italien frigjorde han sig mer och mer från Münchenskolans kolori och vänder sig avgjort mot friluftsmåleriet med verk som Osteria i Sora (1880). I flera av sina bilder från Jæren och i andra norska landskapsmålningar som Sommarnattsdröm (på Nationalmuseum) närmade han sig naturalismen men med en behärskad, individuell uppfattning. På senare år övergick Peterssen, som alltid sökte sig nya vägar, åter till det redan tidigare bedrivna porträtt- och kyrkomåleriet med målningar som Porträtt av Garborg (1894) och Herdarnas tillbedjan (1891) samt framför allt till dekorativt måleri.
Peterssen var en av Fleskummålarna 1886. Han uppfattades också som en av Skagenmålarna. Han debuterade vid Høstutstillingen 1882, och hade sin första separatutställning 1902.
Peterssen är representerad vid bland annat Nationalmuseum, Nordiska museet, Skansen i Stockholm. Göteborgs konstmuseum, Nasjonalgalleriet och
Lillehammer Kunstmuseum

## Bilder

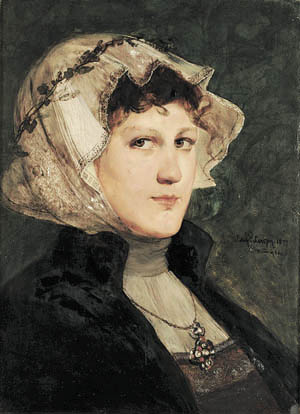
Kvinne (1877)
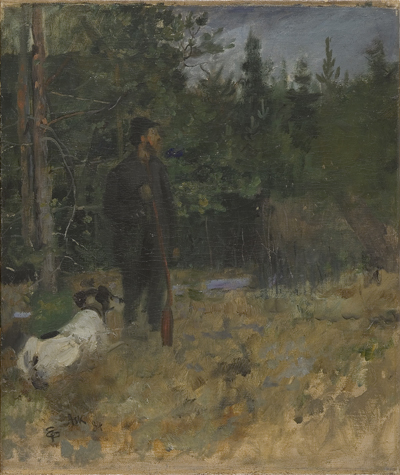
Jeger i skogen ved Ask  (1884)
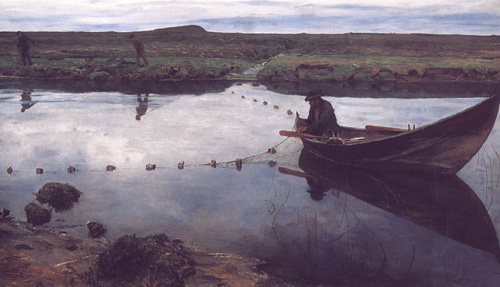
Laksefiskeren (1889)
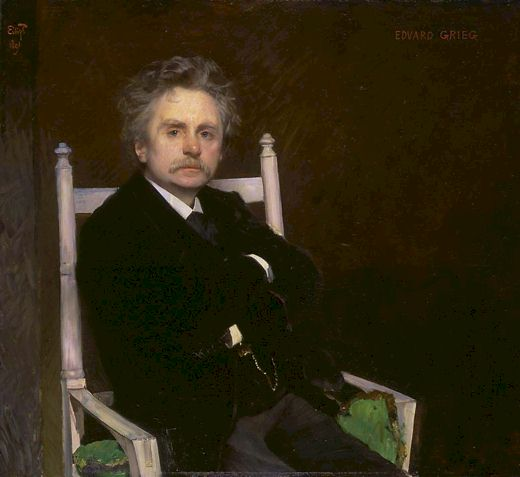
Edvard Grieg (1891)
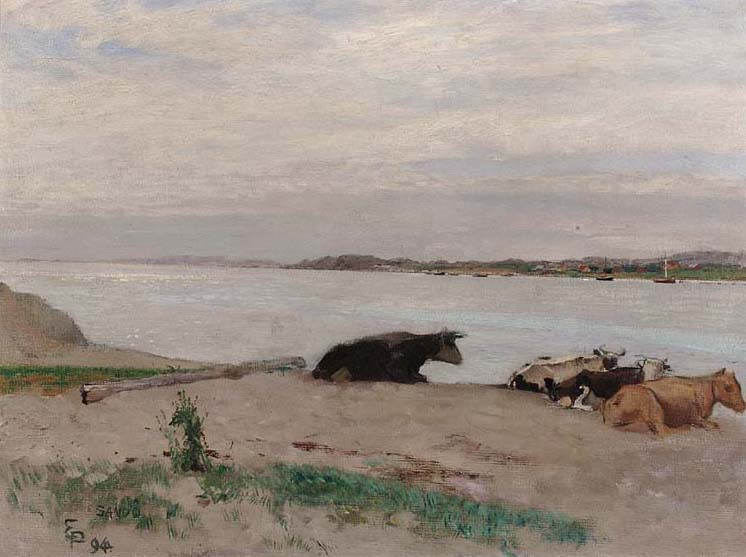
Sandø (1894)
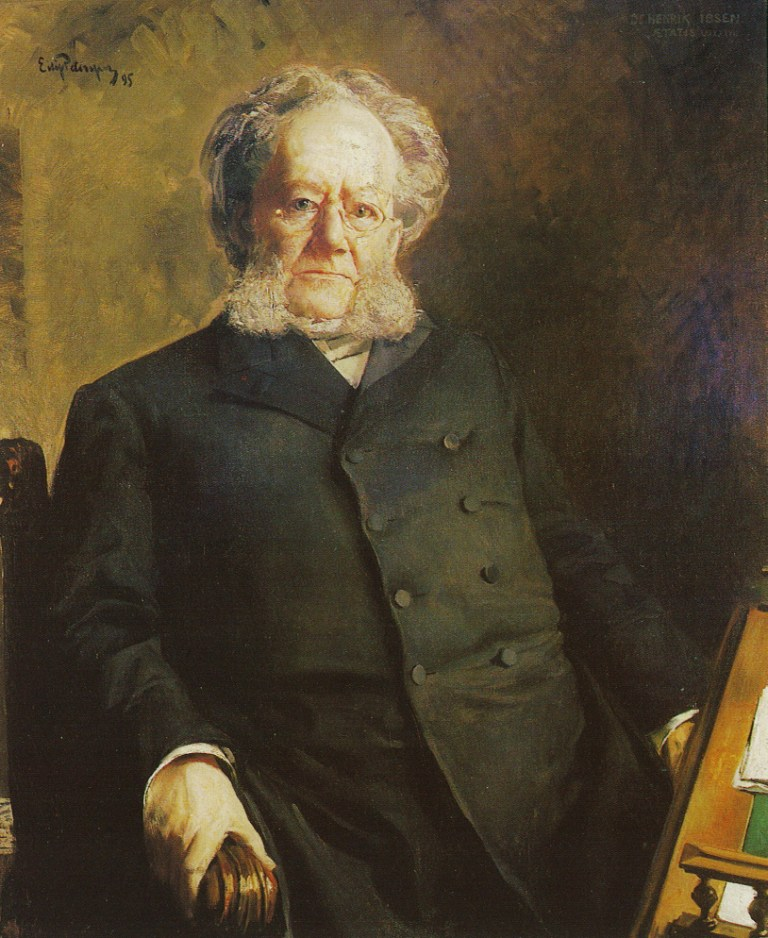
Henrik Ibsen (1895)
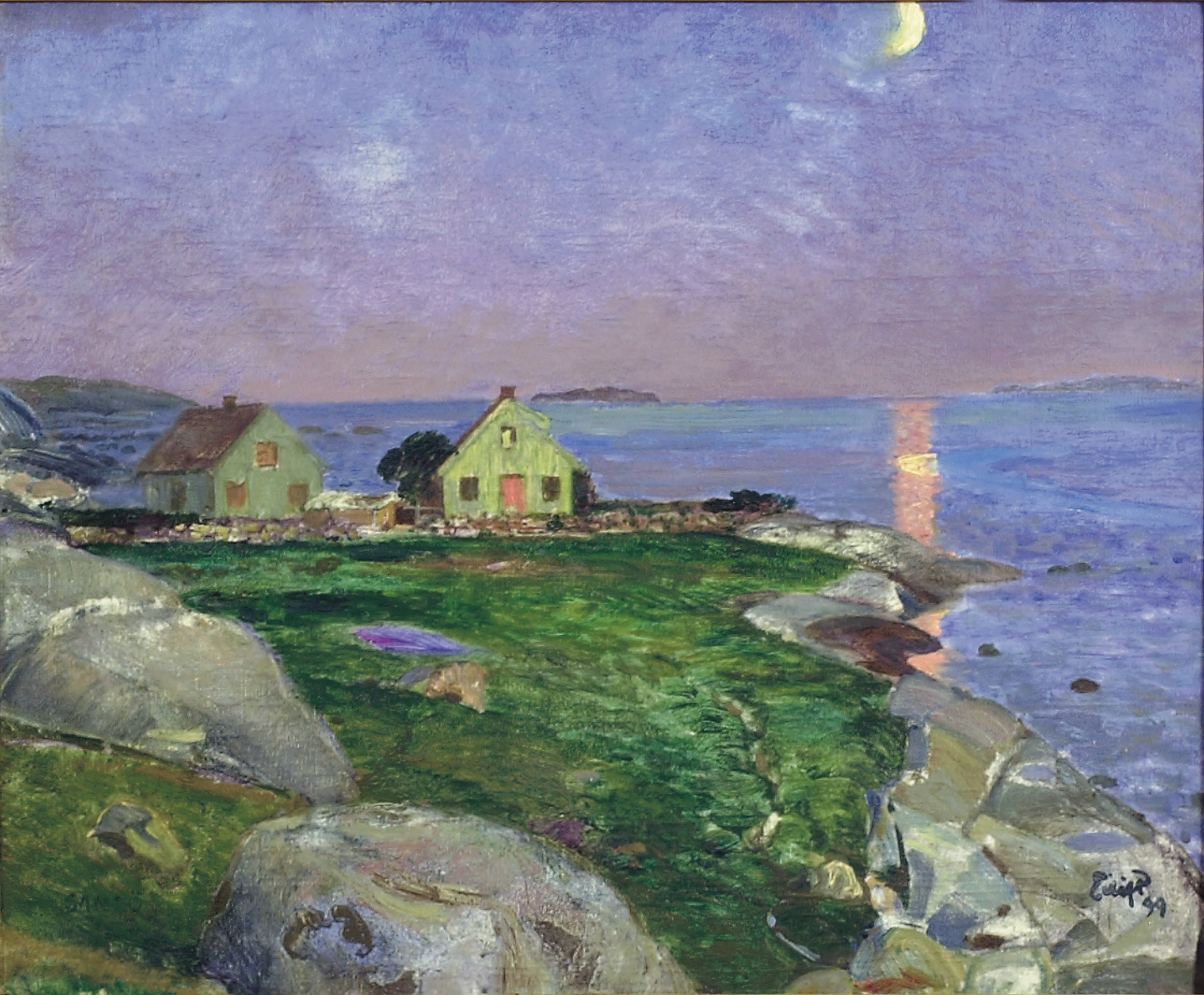
Sandø (1899)
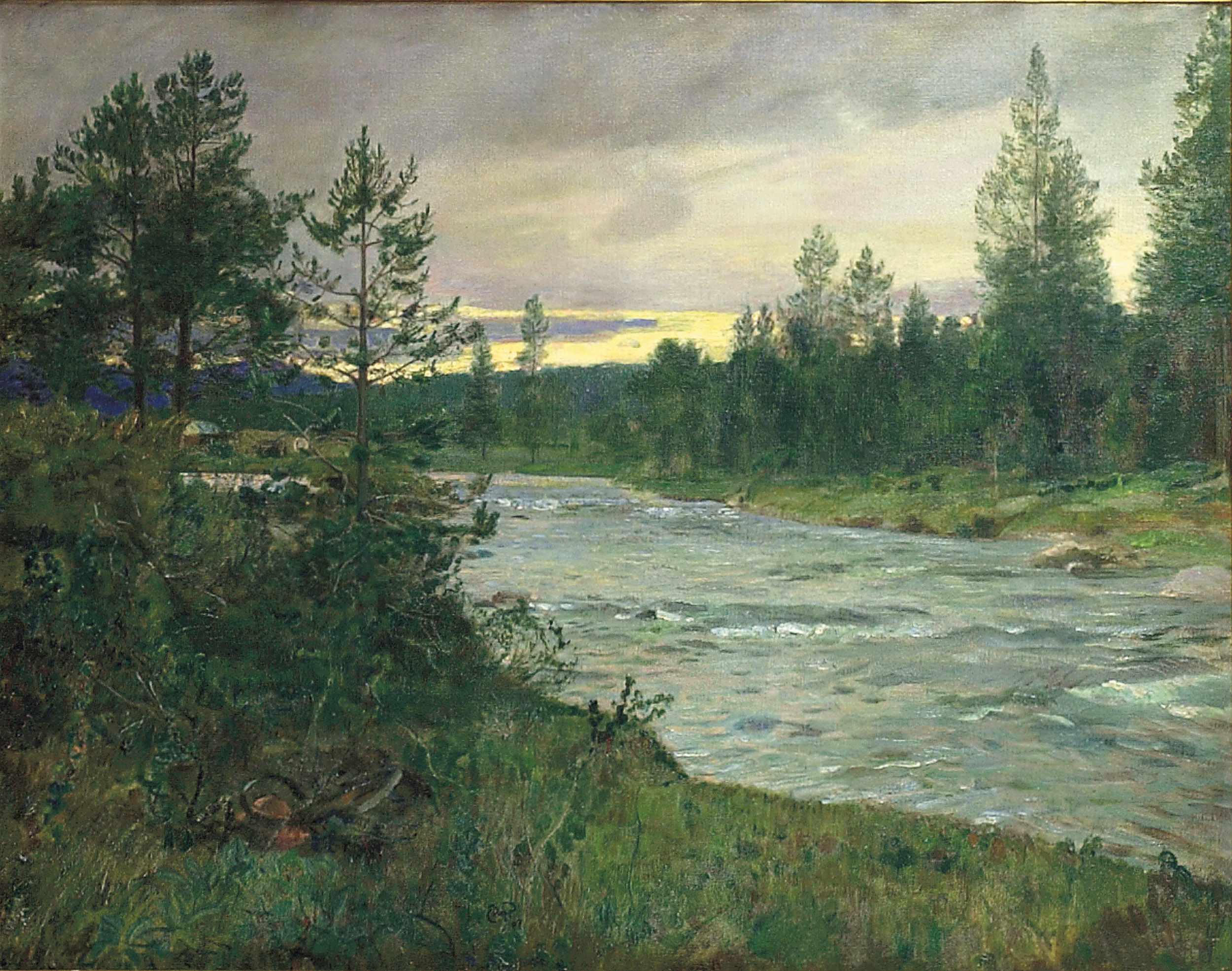
Fra Sevilosen ved Savalen  (1907)
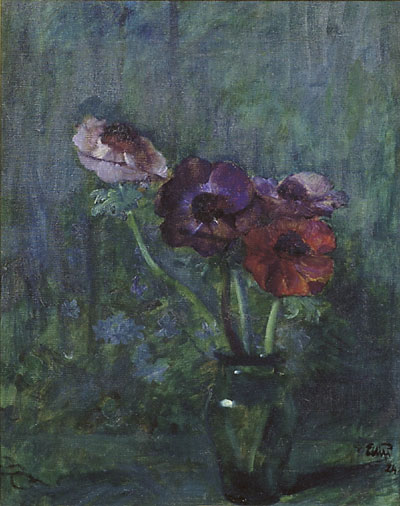
Anemoner (1924)